# Saint-Pardoux-et-Vielvic
Saint-Pardoux-et-Vielvic è un comune francese di 187 abitanti situato nel dipartimento della Dordogna nella regione della Nuova Aquitania.

## Società

### Evoluzione demografica
Abitanti censiti